# Carlos Felipe Córdoba
Carlos Felipe Córdoba Larrarte (Pereira, 3 de noviembre de 1979) es un profesional en Gobierno y Relaciones Internacionales; y abogado colombiano. 

## Biografía
Nació en Pereira, estudió gobierno y Relaciones Internacionales en la Universidad Externado de Colombia, Estudió derecho en el Politécnico Gran Colombiano; tiene especialización en Alta Gerencia de la Seccional Pereira de la Universidad Libre (Colombia),máster en acción política, fortalecimiento institucional y participación ciudadana de la Universidad Rey Juan Carlos y Universidad Francisco de Vitoria de Madrid y Doctorado en Derecho de la universidad de Jaén España.
Comenzó su trayectoria como asesor de la Presidencia de la República en el Programa Presidencial Colombia Joven, fue secretario de Gobierno de Pereira y secretario privado del gobernador de Risaralda. auditor general de la República, vicecontralor general, director nacional del Programa Anticontrabando de la Federación Nacional de Departamentos, contralor delegado para la Participación Ciudadana, director de Promoción y Desarrollo del Control Ciudadano de la Contraloría General de la República y contralor general encargado.
Entre febrero hasta agosto de 2018 se desempeñó como director ejecutivo de la Federación Nacional de Departamentos. El 20 de agosto de 2018 fue elegido para contralor general de la República en 2018 por votación en el Congreso de la República de Colombia.

## Controversias
El excontralor Carlos Felipe Córdoba y el periodista Juan Pablo Barrientos mantienen un enfrentamiento judicial después de que Barrientos publicara investigaciones en las que acusaba a Córdoba de supuestamente plagiar su tesis doctoral y de obtener sus títulos académicos en tiempos inusualmente rápidos. Aunque Barrientos se sostiene en sus afirmaciones, Córdoba presentó una acción de tutela alegando que sus derechos al buen nombre fueron vulnerados. El tribunal falló a favor de Córdoba, ordenando que Barrientos modificara sus publicaciones para que las afirmaciones se expresaran en un tono condicional, en lugar de hacer acusaciones categóricas sobre el plagio.
La disputa entre Barrientos y Córdoba comenzó en junio de 2022 cuando Barrientos publicó una serie de investigaciones en medios como Caracol Radio, Vorágine y Casa Macondo, en las que acusaba a Córdoba de plagiar su tesis doctoral y de obtener sus títulos académicos en tiempos inusualmente cortos. En los artículos, titulados "Summa cum fraude" y "El fraude de Carlos Felipe Córdoba", Barrientos presentaba fragmentos de la tesis de Córdoba y señalaba similitudes con otras fuentes sin la debida citación, además de cuestionar la rapidez con la que el excontralor obtuvo su doctorado y otros títulos académicos, sugiriendo que no fue posible sin irregularidades.
Carlos Felipe Córdoba, en respuesta a las publicaciones, interpuso una acción de tutela en julio de 2022 en la que argumentaba que las acusaciones vulneraban sus derechos al buen nombre y la honra. En primera instancia, el Juzgado 18 de Bogotá negó la tutela, argumentando que las publicaciones eran opiniones y, por lo tanto, prevalecía el derecho a la libertad de expresión. No obstante, Córdoba apeló la decisión y en abril de 2025 el Tribunal Superior de Bogotá revocó parcialmente el fallo ordenando que Barrientos rectificara las publicaciones. El tribunal consideró que las afirmaciones de Barrientos sobre el plagio eran categóricas y carecían de pruebas concluyentes, por lo que debía usar un lenguaje más prudente y condicional. Además, Córdoba presentó documentos que respaldaban la legalidad de su proceso académico, como las homologaciones de créditos por su formación previa y los certificados de las instituciones que otorgaron sus títulos. En su defensa, Córdoba destacó que no había ningún fallo judicial ni académico que confirmara el plagio, y que su formación cumplió con todos los requisitos legales.
Barrientos, por su parte, defendió su investigación y expresó que las rectificaciones no desmentían los hallazgos de su trabajo, especialmente en relación con los tiempos inusuales de obtención de los títulos académicos de Córdoba. Sin embargo, procedió a realizar las correcciones ordenadas por el tribunal, adaptando su lenguaje para alinearse con las indicaciones del fallo judicial. Mientras tanto, las universidades que otorgaron los títulos a Córdoba, como la Universidad de Jaén y la Universidad de Cartagena, validaron la originalidad de su tesis doctoral tras realizar revisiones internas y el uso de herramientas de detección de plagio.